# Борковізна (гміна Стшижевіце)
Борковізна (пол. Borkowizna) — село в Польщі, у гміні Стшижевиці Люблінського повіту Люблінського воєводства.
Населення — 225 осіб (2011).
У 1975-1998 роках село належало до Люблінського воєводства.

## Демографія
Демографічна структура станом на 31 березня 2011 року:
|          | Загалом | Допрацездатний вік | Працездатний вік | Постпрацездатний вік |
| -------- | ------- | ------------------ | ---------------- | -------------------- |
| Чоловіки | 116     | 25                 | 80               | 11                   |
| Жінки    | 109     | 24                 | 57               | 28                   |
| Разом    | 225     | 49                 | 137              | 39                   |